# 20537 Sandraderosa
A 20537 Sandraderosa (ideiglenes jelöléssel 1999 RO82) a Naprendszer kisbolygóövében található aszteroida. A LINEAR projekt keretében fedezték fel 1999. szeptember 7-én.